# Kevin Nai Chia Chen

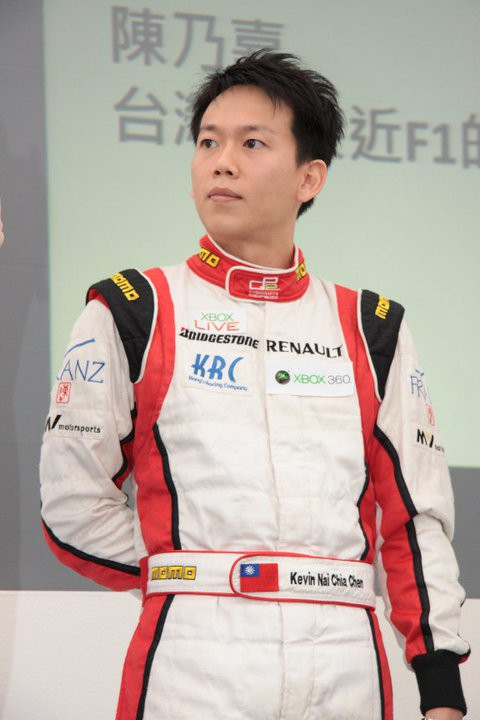
Kevin Nai Chia Chen 2015

Kevin Nai Chia Chen (* 2. April 1979 in Taipeh, Taiwan) ist ein taiwanischer Rennfahrer. In der GP2-Asia-Serie startete er mit einer US-amerikanischen Rennlizenz.

## Karriere
Chen begann seine Motorsportkarriere 2007 in der Formel Renault V6 Asia, die er als Neunter der Gesamtwertung beendete. Auch ein Jahr später fuhr Chen in der nun umbenannten Formel V6 Asia und belegte am Saisonende den sechsten Platz in der Gesamtwertung. In der GP2-Asia-Serie-Saison 2008/2009 startete Chen für Fisichella Motor Sport International. Chen blieb ohne Punkte, kam bei keinem Rennen unter die besten zehn Piloten und belegte am Saisonende den 36. Gesamtrang. In der GP2-Serie startete er mit einer US-amerikanischen Rennlizenz. Im Anschluss trat er zu zwei Rennen der Formel Renault V6 Asia und zu sechs Rennen der britischen Formel-3-Meisterschaft 2009, die er auf dem 20. Gesamtrang beendete, an. 2010 startete Chen bei einem Lauf der britischen Formel-3-Meisterschaft und belegte den 22. Gesamtrang.

## Statistik

### Karrierestationen
- 2007: Formel Renault V6 Asia (Platz 9)
- 2008: Formel V6 Asia (Platz 6)
- 2009: Britische Formel-3-Meisterschaft (Platz 20), GP2-Asia-Serie (Platz 36)
- 2010: Britische Formel-3-Meisterschaft (Platz 22)